# Prowincjalny Park Dinozaurów
Prowincjalny Park Dinozaurów (ang. Dinosaur Provincial Park) – obszar chroniony położony w dolinie rzeki Red Deer, około 200 km na wschód od Calgary, w kanadyjskiej prowincji Alberta. Utworzony w roku 1955, w 1979 został wpisany na listę światowego dziedzictwa UNESCO, zarówno z uwagi na swoje walory krajobrazowe, jak i obfitość szczątków kopalnych. Park jest jednym z najczęstszych w świecie miejsc występowania skamieniałych szczątków dinozaurów: odnaleziono tam szczątki co najmniej 39 gatunków dinozaurów, a ponad 500 obiektów wydobyto i umieszczono w muzeach.

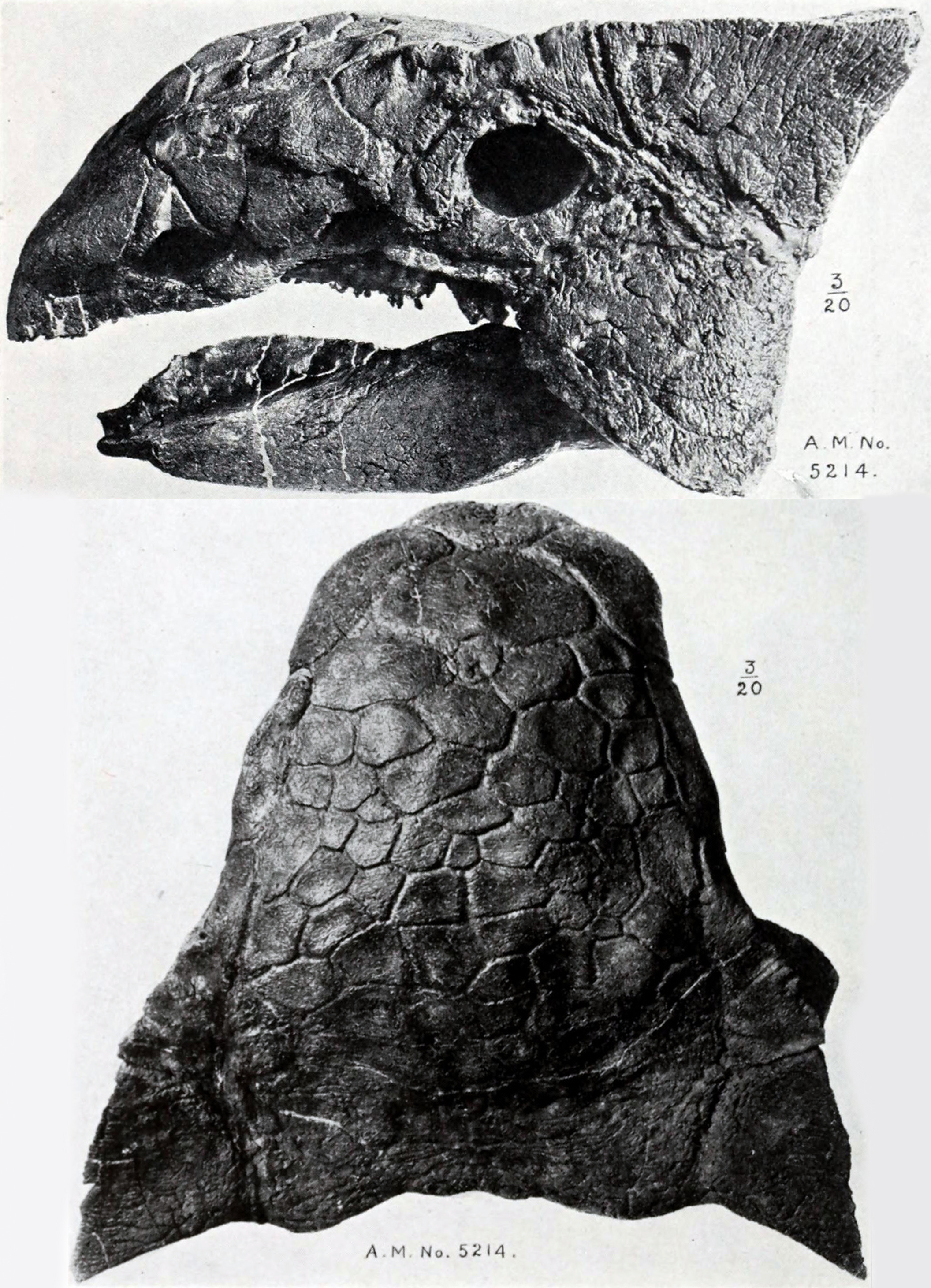
Czaszka ankylozaura z formacji Edmonton

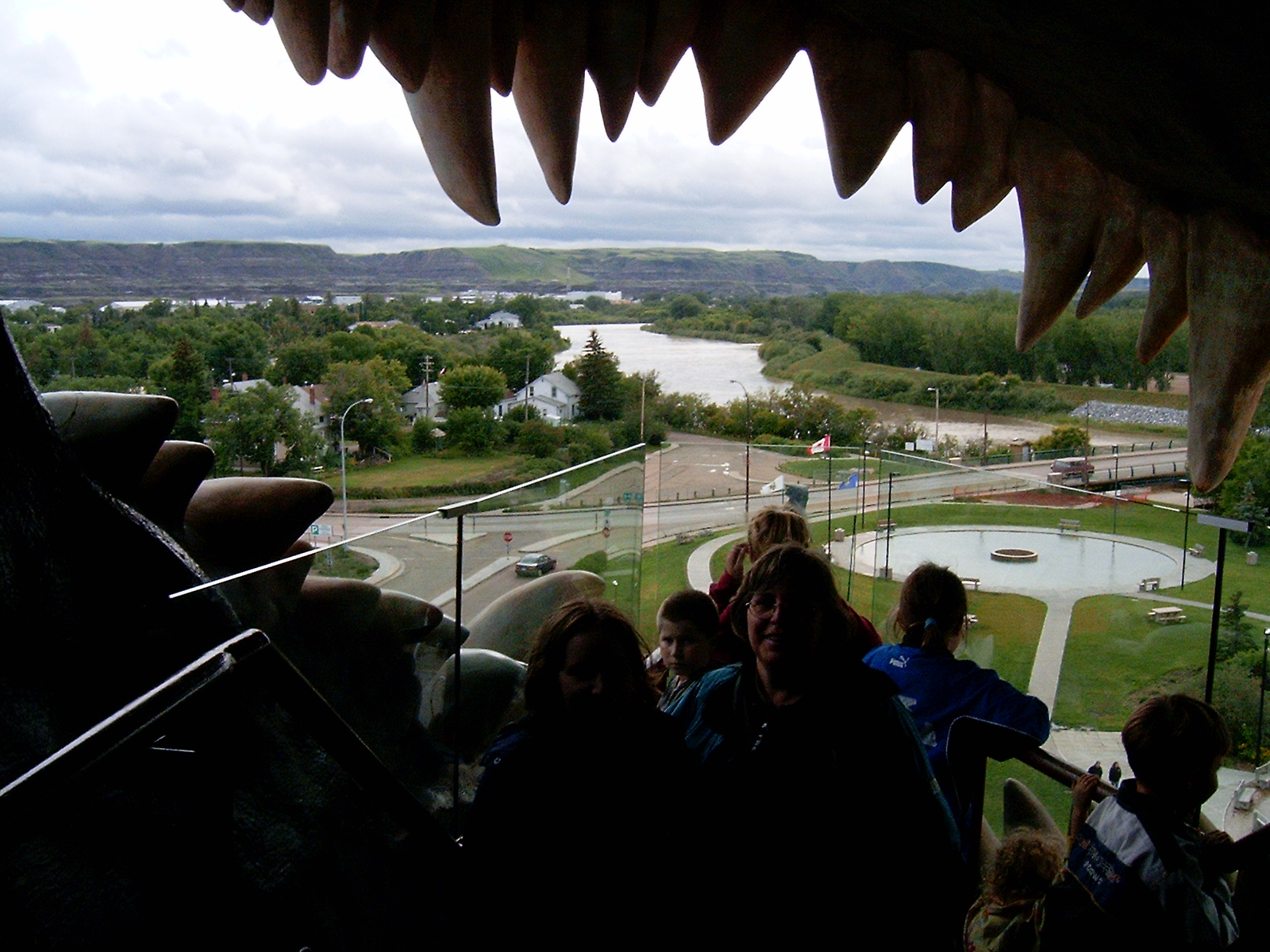
Widok ze szczęki największego dinozaura w Drumheller

## Geologia
Poszczególne warstwy geologiczne w parku różnią się wiekiem nawet o 2 mln lat i pochodzą z trzech formacji: położonej najgłębiej formacji Oldman, środkowej formacji Dinosaur Park i najmłodszej – jedynej morskiej – formacji Bearpaw. Formacja Dinosaur Park, która zawiera większość szczątków dinozaurów, powstała głównie z osadów wielkich rzek, płynących przez zwrotnikowe równiny nadbrzeżne 75 mln lat temu i trwała około 1 mln lat.

## Paleontologia
Obok dinozaurów, skamieniałości w parku obejmują liczne gatunki kręgowców wodnych, w tym ryb (między innymi rekinów i płaszczek, np. Myledaphus) i płazów (żab, salamander, gatunków wymarłych). Wśród gadów są jaszczurki (np. Paleosaniwa), liczne gatunki żółwi, krokodyli i żywiący się rybami Champsosaurus.
Wśród licznych gatunków dinozaurów odnaleziono ceratopsy, hadrozaury, ankylozaury, hipsylofodonty, tyranozaury, ornitomimozaury, dromeozaury, troodony.
Przodkowie dzisiejszych ptaków w parku to między innymi ptaki uzębione (Hesperornis) i olbrzymie pterozaury azdarchoidy, spokrewnione z kecalkoatlem, a ze zwierząt naziemnych to ssaki łożyskowe, torbacze i wieloguzkowce.

## Przyroda
Park stanowi złożony ekosystem, z dominacją topól. Otacza go preria, ale sam park jest wyjątkowy krajobrazowo i przyrodniczo. Wieczorami słychać tam kojoty i lelki, spotkać też można króliki, jelenie, antylopy widłorogie i grzechotniki. Wiosną i latem do parku zalatują kuliki i bernikle kanadyjskie. Można tam znaleźć jedne z najdalej na północ wysuniętych stanowisk kaktusowatych, w tym opuncji.

## Historia
Park założono w 1955 w ramach obchodów 50-lecia prowincji Alberta w celu ochrony złóż skamieniałości. Jego pierwszym dyrektorem został Roy Fowler, tamtejszy farmer i amatorski poszukiwacz skamielin. Do 1985 wszystkie szczątki kopalne z parku badano i pokazywano w rozmaitych muzeach w Kanadzie i poza jej granicami, w tym w Royal Alberta Museum w Edmonton. Zmieniło się to wraz z otwarciem Royal Tyrrell Museum of Palaeontology w pobliskim Midland Provincial Park niedaleko miasta Drumheller, dokąd obecnie trafiają wszystkie odkrycia paleontologiczne z parku.